# Кромпир палачинке
Кромпир палачинке су плитко пржене палачинке од ренданог или млевеног кромпира, брашна и јаја, често зачињене ренданим белим или црним луком и зачинима. Могу се прелити разним зачинима, у распону од сланих (као што су павлака или свежи сир) до слатких (као што је шећер) или се могу послужити обично. Понекад се од кромпир пиреа праве крокети у облику палачинки. Неке варијације се праве са бататом.

## У различитим културама
Палачинке од кромпира се повезују са разним европским кухињама, укључујући ирску, немачку и аустријску (као Kartoffelpuffer, Reibekuchen, Reiberdatschi, Erdäpfelpuffer и Erdäpfellaibchen), холандску (као aardappelpannenkoek, reifkoeken, reifjes), белоруску (као дранікі), бугарску (као patatnik), чешку (као bramborák, cmunda), мађарску (као tócsni, lapcsánka и друга имена), јеврејску (као latka, јид. לאַטקע, levivah, множина לביבות levivot), летонску (као kartupeļu pankūkas), литванску (као bulviniai blynai), пољску (као placki ziemniaczane), румунску (као тоцини или тоцинеи), руску (као драники), словачку (као zemiakové placky), украјинску (као деруни) и друге.
Представља национално јело Белорусије, Украјине и Словачке. У Немачкој се једу или слане (као прилог) или слатке са сосом од јабуке или боровница, са шећером и циметом. Веома су честа ставка на менију током пијаца и фестивала у хладнијим сезонама. У швајцарској кухињи, rösti је варијанта која никада не садржи јаја или брашно. Амерички хаш браон су такође без јаја и брашна. Палачинка од кромпира је традиционални фаворит у јужним деловима Индијане током празничних свечаности.

### Пољскиplacki ziemniaczane
Палачинке од кромпира се у Пољској често служе преливене сосом од меса, свињским чипсом или гулашом, као и павлаком, сосом од јабука, сосом од печурак, и свежим или овчијим сиром или чак воћним сирупом. Била основна намирница у пољским манастирима из 17. века према писаном рецепту Сточека Варминског са једним луком, два јајета и кашиком пшеничног брашна на сваки килограм кромпира, сервирано само са сољу и бибером. У 19. веку, посебно у временима економских тешкоћа током иностраних подела, палачинке су често замењивале хлеб који недостаје међу сељацима. Неквалитетне усеве дате пољским радницима понекад су брзо претварали у палачинке да би побољшали укус и продужили свежину. Такође, њихова популарност је уско повезана са историјским присуством једне од највећих јеврејских заједница на свету које цветају у Пољској.
Највећа кромпир палачинка, како се верује на свету, димензија два метра и два центиметра направљена је током годишњих дводневних прослава Świt Plinzy. Међу шаљивим играма у Речи је и бацање лоше палачинке, са рекордом од 29 метара.

### Хајдучка палачинка
Произведено јело се састоји од густог гулаша положеног на палачинку. Порекло је у планинама Татре или близу њих, на пољској или словачкој страни. Јело има различита имена:
- плацек збојницки (разбојнички) — најчешћи
- плацек цигански (цигански)
- плацек вегиерски (мађарски) — упркос томе што је непознат у Мађарској, али сам гулаш (прелив) долази из Мађарске
- jadło drwali (храна дрвосеча)
- плацек горалски (планинарски)

### Чешкиbramborák
Чешка верзија се зове bramborák (из brambor, кромпир) и прави се од ренданог кромпира са јајетом, презлама или брашном и зачинима (со, бибер, пре свега бели лук и мажуран, понекад млевене, испуцане или целе семенке кима) и служи се онако како јесте. Неке регионалне верзије мешају се у тесто, кисели купус или нарезано димљено месо. Исто тесто од кромпира се користи и као премаз за пржене свињске котлете под називом kaplický řízek. 